# O Preço da Paz
O preço da paz é um filme brasileiro de 2003, do gênero drama, dirigido por Paulo Morelli e com roteiro de Walter Negrão, baseado no livro de Túlio Vargas.
A produção retrata um dos momentos mais importantes da história do Brasil, a Revolução Federalista e as suas consequências quando em terras paranaenses, principalmente na capital, Curitiba.

## Sinopse
Um golpe do presidente Floriano Peixoto fecha e logo em seguida reabre o Congresso Nacional, para colocar "a mesa" de decisões um grupo de correligionários que rezavam pela sua cartilha. No sul do país, inconformados, os idealistas revolucionários Maragatos se insurgem e avançam para o Rio de Janeiro. O intuito: se juntar às tropas do almirante Saldanha da Gama e assim deporem o presidente. É em Curitiba que o filme se desenvolve, quando da chegada das tropas revoltosas comandado por Gumercindo Saraiva na capital paranaense e das negociações do Barão do Serro Azul com os gaúchos para evitar os saques à cidade. O filme traz a angústia do então representante da Junta Governativa de Curitiba, o Barão, e seus últimos dias de vida.

## Elenco
- Lima Duarte .... Gumercindo Saraiva
- Herson Capri .... Barão do Serro Azul
- Giulia Gam .... Baronesa do Serro Azul
- José de Abreu .... Cezário
- Camila Pitanga .... Anésia
- Danton Mello .... Daniel
- Alexandre Nero .... Alferes Pimentel
- Camilo Bevilacqua .... Paquito
- Aldo Bueno .... Firmino
- Breno Bonin .... General Ewerton de Quadros

## Produção
O filme foi gravado em locação no estado do Paraná. Teve locações em Curitiba, como o Palacete dos Leões , Lapa, Castro, Ponta Grossa e Paranaguá.

## Principais prêmios e indicações
- Festival de Gramado 2003 (Brasil): venceu nas categorias de melhor montagem, melhor direção de arte e prêmio do Júri Popular
- Mostra de Cinema de Tiradentes 2004 (Brasil): ganhou o Troféu Barroco na categoria de melhor longa-metragem no Prêmio do Júri Popular